# Flottemanville-Hague
Flottemanville-Hague és un municipi delegat francès al departament de la Manche (regió de Normandia). L'1 de gener de 2017 va fusionar amb el municipi nou de La Hague. L'any 2007 tenia 867 habitants.

## Demografia

### Població
El 2007 la població de fet de Flottemanville-Hague era de 867 persones. Hi havia 292 famílies de les quals 40 eren unipersonals (24 homes vivint sols i 16 dones vivint soles), 80 parelles sense fills, 168 parelles amb fills i 4 famílies monoparentals amb fills.
La població ha evolucionat segons el següent gràfic:
Habitants censats

### Habitatges
El 2007 hi havia 311 habitatges, 290 eren l'habitatge principal de la família, 9 eren segones residències i 12 estaven desocupats. 307 eren cases i 2 eren apartaments. Dels 290 habitatges principals, 246 estaven ocupats pels seus propietaris, 43 estaven llogats i ocupats pels llogaters i 1 estava cedit a títol gratuït; 1 tenia una cambra, 6 en tenien dues, 20 en tenien tres, 54 en tenien quatre i 209 en tenien cinc o més. 218 habitatges disposaven pel capbaix d'una plaça de pàrquing. A 81 habitatges hi havia un automòbil i a 201 n'hi havia dos o més.

### Piràmide de població
La piràmide de població per edats i sexe el 2009 era:
| Homes | Edats   | Dones |
| ----- | ------- | ----- |
| 0     | 95 o +  | 0     |
| 0     | 90 a 94 | 4     |
| 4     | 85 a 89 | 0     |
| 4     | 80 a 84 | 0     |
| 12    | 75 a 79 | 4     |
| 4     | 70 a 74 | 12    |
| 8     | 65 a 69 | 0     |
| 12    | 60 a 64 | 16    |
| 16    | 55 a 59 | 0     |
| 20    | 50 a 54 | 16    |
| 24    | 45 a 49 | 28    |
| 28    | 40 a 44 | 28    |
| 48    | 35 a 39 | 44    |
| 36    | 30 a 34 | 32    |
| 24    | 25 a 29 | 16    |
| 8     | 20 a 24 | 24    |
| 32    | 15 a 19 | 24    |
| 40    | 10 a 14 | 44    |
| 44    | 5 a 9   | 24    |
| 32    | 0 a 4   | 20    |

## Economia
El 2007 la població en edat de treballar era de 584 persones, 454 eren actives i 130 eren inactives. De les 454 persones actives 430 estaven ocupades (225 homes i 205 dones) i 24 estaven aturades (9 homes i 15 dones). De les 130 persones inactives 38 estaven jubilades, 70 estaven estudiant i 22 estaven classificades com a «altres inactius».

### Ingressos
El 2009 a Flottemanville-Hague hi havia 304 unitats fiscals que integraven 910 persones, la mediana anual d'ingressos fiscals per persona era de 19.357 €.

### Activitats econòmiques
Dels 14 establiments que hi havia el 2007, 2 eren d'empreses de fabricació d'altres productes industrials, 2 d'empreses de construcció, 4 d'empreses de comerç i reparació d'automòbils, 1 d'una empresa d'hostatgeria i restauració, 1 d'una empresa financera, 3 d'empreses de serveis i 1 d'una empresa classificada com a «altres activitats de serveis».
Dels 3 establiments de servei als particulars que hi havia el 2009, 1 era un taller de reparació d'automòbils i de material agrícola, 1 fusteria i 1 electricista.
L'any 2000 a Flottemanville-Hague hi havia 34 explotacions agrícoles que ocupaven un total de 1.180 hectàrees.

## Equipaments sanitaris i escolars
El 2009 hi havia una escola elemental.

## Poblacions més properes
El següent diagrama mostra les poblacions més properes.